# 小尖腹鯿
小尖腹鯿（學名：Oxygaster anomalura），為輻鰭魚綱鯉形目鲴科尖腹鯿属的其中一種。分布於亞洲泰國至印尼淡水流域，體長可達20公分，主要棲息在森林覆蓋山區溪流表層水域，以昆蟲及其他小型魚類為食，生活習性不明。

## 扩展阅读
維基物種上的相關：小尖腹鯿